# Alexandros Merkati

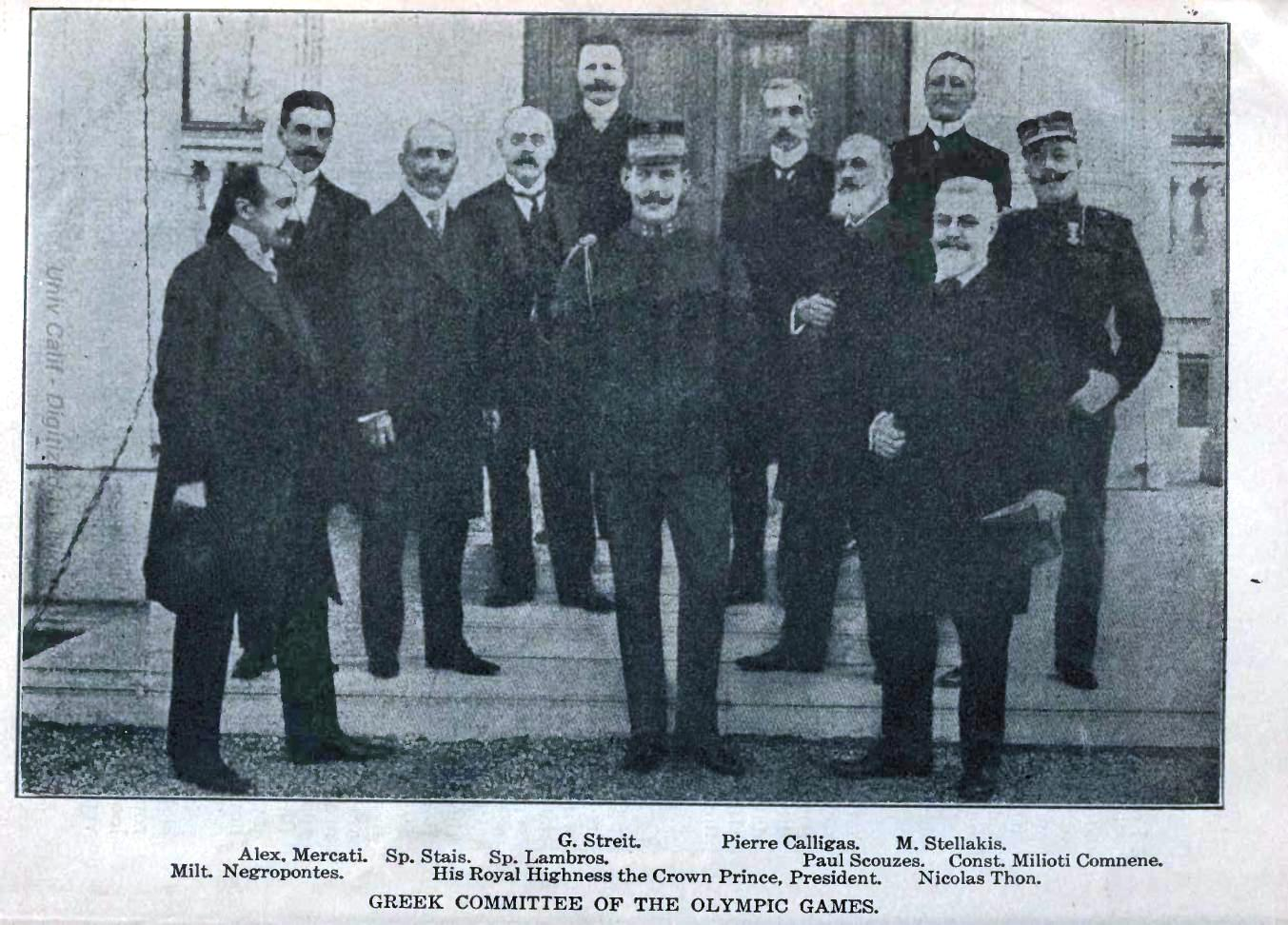
Olympisches Komitee 1906, Alexandros Merkati ist zweiter von links

Alexandros, Count Merkati (griechisch Αλέξανδρος Μερκάτης, * 22. Oktober 1874 in Zakynthos; † 5. April 1947 in Athen) war ein griechischer Golfer. Er nahm im Golfwettbewerb bei den Olympischen Sommerspielen 1900 teil.

## Leben
Merkati stellte Pierre de Coubertin bei dem damaligen Kronprinzen Konstantin vor und war damit entscheidend für die königliche Unterstützung für die Idee Coubertins, die Olympischen Spiele wiederzubeleben. Merkati diente dann als Sekretär der Organisationskomitee für die Olympischen Sommerspiele 1896. Er war Gründungsmitglied des Athens Lawn Tennis Club 1895 und war der Club-Präsident. Er wurde 1897 Mitglied des Internationalen Olympischen Komitees (IOC) und war auch Mitglied des Compiègne Club for Golf, wodurch er bei den Spielen 1900 selbst teilnehmen konnte. Er wurde mit 246 Schlägen in dem 36-hold stroke play-Wettbewerb Elfter unter den ersten zwölf Teilnehmer. Seine Schwiegermutter, Abbie Pratt, nahm an dem Frauenwettbewerb teil und gewann die Bronzemedaille. 1906 fungierte er als Schiedsrichter für Fußball bei den Olympischen Zwischenspielen 1906.
Merkati diente auch als Sekretär für Elisabeth von Österreich-Ungarn von 1896 bis 1897 und später als königlicher Hofkammerherr für Konstantin I. und Alexander, sowie Hofmarschall am Hof von Georg II.
Nach dem Aufstand von Goudi 1909 floh Merkati in seine Heimat Zakynthos, da er Verfolgung von Königstreuen fürchtete. Er diente auch im Exil weiterhin für das IOC, mit der Unterstützung de Coubertins gegen Versuche der Griechen ihn durch andere Mitglieder zu ersetzen. Beim VII. Olympischen Kongress in Lausanne 1921 schlug Merkati vor, die Namen der olympischen Champions auf Plaketten in den jeweiligen olympischen Stadien zu verewigen. Merkati diente bis 1925 im IOC (dem Ende der Amtszeit Coubertins).
Er starb am 5. April 1947 in Athen.